# Nhật Bản thư kỷ
Nihon Shoki (日本書紀 (Nhật Bản thư kỷ)) hay Yamato Bumi là bộ sách cổ thứ hai về lịch sử Nhật Bản. Cuốn này tỉ mỉ và chi tiết hơn bộ cổ nhất, Kojiki, và là một tài liệu quan trọng của các nhà lịch sử và khảo cổ học vì nó ghi lại hầu hết sử liệu còn sót lại về Nhật Bản cổ đại. Nihon Shoki được biên soạn xong vào năm 720 dưới sự biên tập của Hoàng tử Toneri, có trợ giúp của Ō no Yasumaro. Bộ sách này còn có tên Nihongi (日本紀 (Nhật Bản kỷ)).

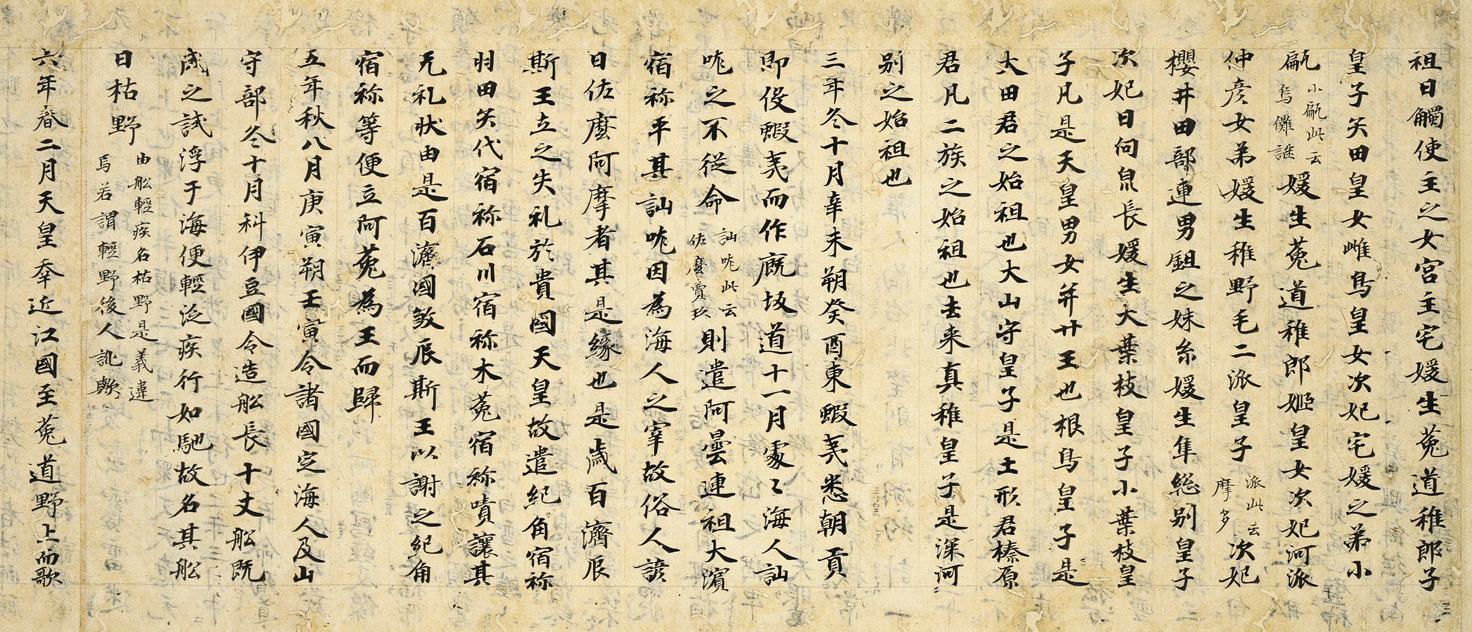
Một trang bản chép tay Nihon Shoki, đầu thời kỳ Heian

Giống như Kojiki, Nihon Shoki mờ đầu với một loạt thần thoại, nhưng tiếp tục ghi chép cho tới các sự kiện thuộc thế kỷ thứ VIII. Bộ sách này được cho là đã ghi lại chính xác về các triều đại của Thiên hoàng Tenji, Thiên hoàng Tenmu và nữ Thiên hoàng Jitō. Nihon Shoki tập trung ghi lại công đức của các đấng minh quân cũng như lỗi lầm của hôn quân. Bộ sách kể lại các phần về thời huyền sử cũng như quan hệ ngoại giao với các nước khác. Giống như nhiều thư tịch chính thức cùng thời, Nihon Shoki được viết bằng chữ Hán. Mặt khác, Kojiki được viết cả bằng tiếng Hán lẫn ký âm tiếng Nhật (chủ yếu cho tên gọi và bài hát). Nihon Shoki cũng có nhiều chú thích chuyển ngữ lưu ý người đọc cách phát âm từ bằng tiếng Nhật. Truyện kể trong bộ sách này và Kojiki được gọi chung là truyện kể Kiki.
Một trong những câu chuyện đầu tiên xuất hiện trong Nihon Shoki là câu chuyện về Urashima Tarō, được coi là một trong những câu chuyện sớm nhất có các chuyến du hành xuyên thời gian.

## Các chương

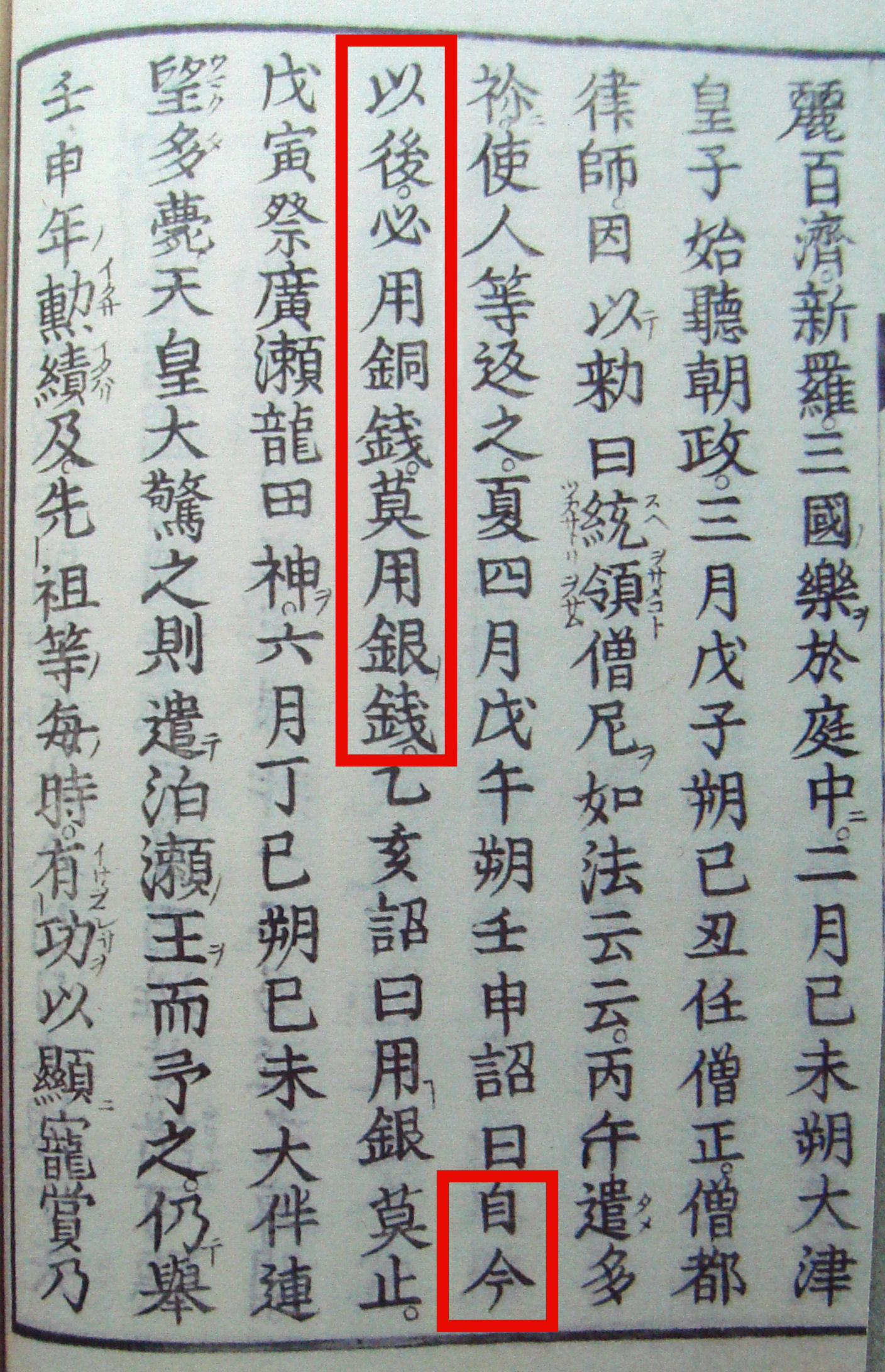
Mục từ ngày 15 tháng 4 năm 683 SCN (năm Temmu thứ 12), về việc sử dụng tiền đúc bằng đồng, một ghi chép cổ về tiền tệ Nhật Bản. Trích dẫn từ phiên bản thế kỷ XI.

- Chương 01: (Huyền sử chương thứ nhất) Kami no Yo no Kami no maki.
- Chương 02: (Huyền sử chương thứ hai) Kami no Yo no Shimo no maki.
- Chương 03: (Thiên hoàng Jimmu) Kamuyamato Iwarebiko no Sumeramikoto.
- Chương 04:
  - (Thiên hoàng Suizei) Kamu Nunakawamimi no Sumeramikoto.
  - (Thiên hoàng Annei) Shikitsuhiko Tamatemi no Sumeramikoto.
  - (Thiên hoàng Itoku) Ōyamato Hikosukitomo no Sumeramikoto.
  - (Thiên hoàng Kōshō) Mimatsuhiko Sukitomo no Sumeramikoto.
  - (Thiên hoàng Koan) Yamato Tarashihiko Kuni Oshihito no Sumeramikoto.
  - (Thiên hoàng Kōrei) Ōyamato Nekohiko Futoni no Sumramikoto.
  - (Thiên hoàng Kōgen) Ōyamato Nekohiko Kunikuru no Sumramikoto.
  - (Thiên hoàng Kaika) Wakayamato Nekohiko Ōbibi no Sumeramikoto.
- Chương 05: (Thiên hoàng Sujin) Mimaki Iribiko Iniye no Sumeramikoto.
- Chương 06: (Thiên hoàng Suinin) Ikume Iribiko Isachi no Sumeramikoto.
- Chương 07:
  - (Thiên hoàng Keiko) Ōtarashihiko Oshirowake no Sumeramikoto.
  - (Thiên hoàng Seimu) Waka Tarashihiko no Sumeramikoto.
- Chương 08: (Thiên hoàng Chūai) Tarashi Nakatsuhiko no Sumeramikoto.
- Chương 09: (Nữ Thiên hoàng Jingū) Okinaga Tarashihime no Mikoto.
- Chương 10: (Thiên hoàng Ōjin) Homuda no Sumeramikoto.
- Chương 11: (Thiên hoàng Nintoku) Ōsasagi no Sumeramikoto.
- Chương 12:
  - (Thiên hoàng Richu) Izahowake no Sumeramikoto.
  - (Thiên hoàng Hanzei) Mitsuhawake no Sumeramikoto.
- Chương 13:
  - (Thiên hoàng Ingyo) Oasazuma Wakugo no Sukune no Sumeramikoto.
  - (Thiên hoàng Anko) Anaho no Sumeramikoto.
- Chương 14: (Thiên hoàng Yūryaku) Ōhatsuse no Waka Takeru no Sumeramikoto.
- Chương 15:
  - (Thiên hoàng Seinei) Shiraka no Take Hirokuni Oshi Waka Yamato Neko no Sumeramikoto.
  - (Thiên hoàng Kenzo) Woke no Sumeramikoto.
  - (Thiên hoàng Ninken) Oke no Sumeramikoto.
- Chương 16: (Thiên hoàng Buretsu) Ohatsuse no Waka Sasagi no Sumeramikoto.
- Chương 17: (Thiên hoàng Keitai) Ōdo no Sumeramikoto.
- Chương 18:
  - (Thiên hoàng Ankan) Hirokuni Oshi Take Kanahi no Sumeramikoto.
  - (Thiên hoàng Senka) Take Ohirokuni Oshi Tate no Sumeramikoto.
- Chương 19: (Thiên hoàng Kimmei) Amekuni Oshiharaki Hironiwa no Sumeramikoto.
- Chương 20: (Thiên hoàng Bidatsu) Nunakakura no Futo Tamashiki no Sumeramikoto.
- Chương 21:
  - (Thiên hoàng Yomei) Tachibana no Toyohi no Sumeramikoto.
  - (Thiên hoàng Sushun) Hatsusebe no Sumeramikoto.
- Chương 22: (Nữ Thiên hoàng Suiko) Toyomike Kashikiya Hime no Sumeramikoto.
- Chương 23: (Thiên hoàng Jomei) Okinaga Tarashi Hihironuka no Sumeramikoto.
- Chương 24: (Nữ Thiên hoàng Kogyoku) Ame Toyotakara Ikashi Hitarashi no Hime no Sumeramikoto.
- Chương 25: (Thiên hoàng Kōtoku) Ame Yorozu Toyohi no Sumeramikoto.
- Chương 26: (Nữ Thiên hoàng Saimei) Ame Toyotakara Ikashi Hitarashi no Hime no Sumeramikoto.
- Chương 27: (Thiên hoàng Tenji) Ame Mikoto Hirakasuwake no Sumeramikoto.
- Chương 28: (Thiên hoàng Tenmu, chương hai) Ama no Nunakahara Oki no Mahito no Sumeramikoto, Kami no maki.
- Chương 29: (Thiên hoàng Tenmu, chương hai) Ama no Nunakahara Oki no Mahito no Sumeramikoto, Shimo no maki.
- Chương 30: (Nữ Thiên hoàng Jitō) Takamanohara Hirono Hime no Sumeramikoto.

## Quá trình biên soạn
Shoku Nihongi chép vào tháng 5 năm 720 rằng "先是一品舍人親王奉勅修日本紀。至是功成奏上。紀卅卷系圖一卷" (‘’Tiên thị nhất phẩm Xá nhân Thân vương phụng sắc tu Nhật Bản kỷ. Chí thị công thành tấu thượng. Kỷ tạp quyển hệ đồ nhất quyển). Nghĩa là "Cho đến lúc này, Thân vương Toneri đang biên soạn Nihongi theo thánh chỉ; ông đã hoàn thành, nộp 30 quyển sử và một quyển phả hệ ". Quyển về phả hệ đã bị thất lạc.

### Đóng góp
Quá trình biên soạn thường được nghiên cứu dựa trên văn phong của mỗi chương. Mặc dù viết bằng Hán tự cổ, một số phần vẫn sử dụng văn phong đặc trưng của các soạn giả Nhật, dù một số phần khác có vẻ thực sự được viết bởi chính người Trung Quốc. Theo các nghiên cứu gần đây, phần lớn các chương sau chương 14 (bản kỷ về Thiên hoàng Yuryaku) đều do người gốc Trung Quốc viết, trừ chương 22 và 23 (bản kỷ về Thiên hoàng Suiko và Thiên hoàng Jomei). Tương tự như vậy, chương 13 kết thúc với câu "xem chi tiết sự kiện tai bản kỷ về Thiên hoàng Ōhatsuse (Yūryaku)" ám chỉ tới vụ hành thích Thiên hoàng Anko, ngụ ý rằng chương này được viết sau khi biên soạn các chương tiếp theo. Một số người tin rằng chương đầu tiên được biên soạn là chương 14.

## Phóng đại thời gian trị vì
Phần lớn các học giả đồng ý rằng ngày lập quốc của Nhật Bản (660 TCN) và các Thiên hoàng đầu tiên đều là truyền thuyết và thần thoại. Nhưng điều đó không có nghĩa những con người đó không có thật, chỉ là chưa có đủ bằng chứng để kết luận rằng họ có thật và có thể xếp được họ vào một giai đoạn lịch sử cụ thể. Nhiều khả năng họ là tù trưởng hay vua trong vùng, và nhà nước họ đứng đầu cũng không trị vì toàn bộ hay thậm chí là chỉ là phần lớn nước Nhật.
Với những triều đại đó, và cả các triều Ōjin và Nintoku, thời gian trị vì có lẽ đã bị phóng đại để đảm bảo thời gian trị vì của Hoàng gia đủ dài. Nhiều người tin rằng năm 660 TCN được chọn vì đó là năm Tân Dậu, theo Đạo giáo là một năm thích hợp để thực hiện những bước đột phá. Đạo giáo gộp 21 thiên can địa chi lại thành một đơn vị thời gian, soạn giả Nihon Shoki lấy năm 601 (cũng là một năm Tân Dậu, năm này Thái tử Shotoku tiến hành cải cách) làm năm "cách mạng mới", do đó năm 660 TCN, tức là 1260 năm trước đó, làm năm lập quốc.

### Kesshi Hachidai("Khiếm sử bát đại")
Về 8 Thiên hoàng trong chương 4, chỉ có duy nhất ngày tháng năm sinh, năm được phong Thái tử, tên phi tần và vị trí lăng mộ được ghi lại. Họ được gọi chung là Kesshi Hachidai (欠史八代, "Khiếm sử bát đại") vì không có truyền thuyết nào có liên quan tới họ. Nhiều nghiên cứu gần đây ủng hộ quan điểm cho rằng các Thiên hoàng này được "nghĩ" ra để đẩy sự kiện Jimmu đăng cơ lùi về được tới năm 660 TCN. Chính Nihon Shoki cũng "nâng" Thiên hoàng "thứ 10" Sujin lên bằng cách chép rằng ông được gọi là Thiên hoàng Hatsu-Kuni-Shirasu (御肇国|Ngự Triệu Quốc, tức Quốc chủ đầu tiên).